# Giuseppe Di Capua
Giuseppe Di Capua, detto Peppiniello (Salerno, 15 marzo 1958), è un ex canottiere italiano, celebre timoniere dei fratelli Carmine e Giuseppe Abbagnale.

## Biografia
Nato a Salerno da genitori stabiesi, trascorre l'intera vita a Castellammare di Stabia. Il 5 maggio del 1996 ha dato l'addio al canottaggio, che aveva cominciato a praticare all'età di 14 anni.

## Carriera
Nel suo palmarès due medaglie d'oro "due con" alle Olimpiadi di Los Angeles (1984) e alle Olimpiadi di Seul (1988) e una d'argento alle Olimpiadi di Barcellona con i fratelli Abbagnale.
Sono stati anche campioni del mondo nel 1981, 1982, 1985, 1987, 1989, 1990 e 1991, secondi in quelli del 1986 e del 1993 e terzi nell'edizione del 1983. Hanno conquistato anche numerosi titoli italiani. Nel 1982 è stato inoltre campione mondiale con l'8 pesi leggeri.
Dopo il ritiro, torna a cimentarsi al timone degli azzurri del Pararowing  raccogliendo medaglie preziose, come argento (2013) e bronzo mondiale (2014).

## Palmarès
Con i fratelli Giuseppe e Carmine Abbagnale, nel corso degli anni ottanta e novanta, ha vinto due titoli olimpici e sette titoli mondiali nella specialità del due con. Nel 1982, inoltre, ha vinto il titolo mondiale timonando l'8 con pesi leggeri.

### Olimpiadi
- Olimpiadi di Los Angeles - 1984
  - 2 con: 1º (con Giuseppe e Carmine Abbagnale)
- Olimpiadi di Seul - 1988
  - 2 con: 1º (con Giuseppe e Carmine Abbagnale)
- Olimpiadi di Barcellona - 1992
  - 2 con: 2º (con Giuseppe e Carmine Abbagnale)

### Campionati mondiali
- 1981
  - 2 con: 1º (con Giuseppe e Carmine Abbagnale)
- 1982
  - 2 con: 1º (con Giuseppe e Carmine Abbagnale)
  - 8 con pesi leggeri: 1º
- 1983
  - 2 con: 3º (con Giuseppe e Carmine Abbagnale)
- 1985
  - 2 con: 1º (con Giuseppe e Carmine Abbagnale)
- 1986
  - 2 con: 2º (con Giuseppe e Carmine Abbagnale)
- 1987
  - 2 con: 1º (con Giuseppe e Carmine Abbagnale)
- 1989
  - 2 con: 1º (con Giuseppe e Carmine Abbagnale)
- 1990
  - 2 con: 1º (con Giuseppe e Carmine Abbagnale)
- 1991
  - 2 con: 1º (con Giuseppe e Carmine Abbagnale)
- 1993
  - 2 con: 2º (con Giuseppe e Carmine Abbagnale)
- 2013
  - 4 con pesi leggeri misto LTA: 2º (con Paola Protopapa, Lucilla Aglioti, Tommaso Schettino, Omar Airolo)

## Riconoscimenti
- Nel maggio 2015, una targa a lui dedicata fu inserita nella Walk of Fame dello sport italiano a Roma, riservata agli ex-atleti italiani che si sono distinti in campo internazionale.[3][4]